# فيسترفيلد
فيسترفيلد Westerveld  مدينة وبلدية هولندية تقع في الشمال الشرقي للبلاد بمقاطعة درينته.

## طوبوغرافيا
خريطة طوبوغرافية هولندية لبلدية فيسترفيلد، 2013.